# Любка зелёноцветная
Лю́бка зелёноцветная, или Любка зелёноцветковая (лат. Platanthera chlorantha) — вид многолетних травянистых растений рода Любка (Platanthera) семейства Орхидные (Orchidaceae).

## Ботаническое описание

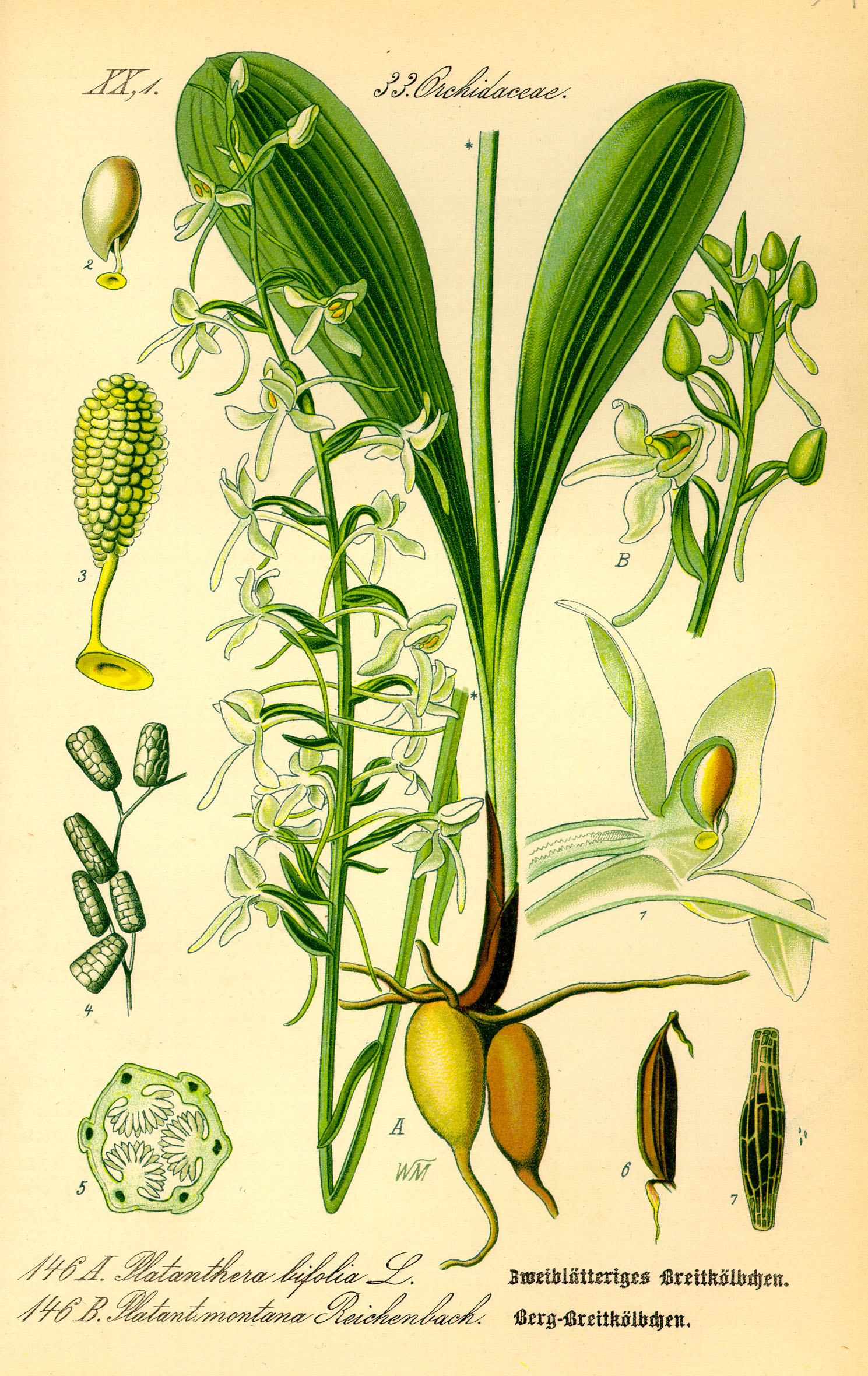

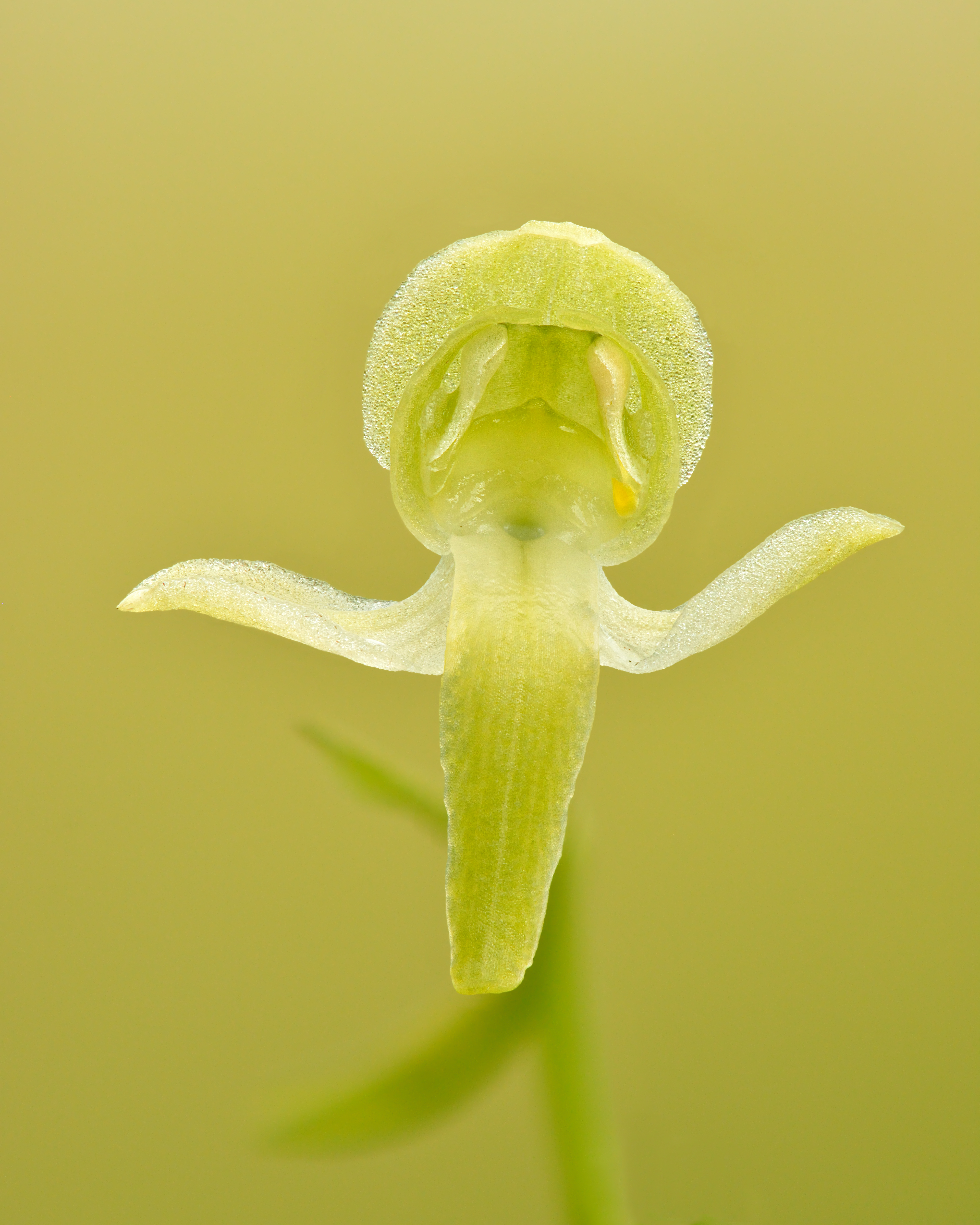
Цветок

Многолетнее растение высотой 30—45 см.
Клубни продолговато-яйцевидные с тонкими удлинёнными шиловидными окончаниями.
Стебель 30—60 см высотой, прямостоячий, крепкий.
Листья почти супротивные; в нижней части стебля два обратнояйцевидных или эллиптических, к основанию суженных в коротенькое крылатое подобие черешка, на конце тупых или закруглённых листьев, 10—18 см длиной и 2,5—7 см шириной, выше этих листьев один—три мелких ланцетных листочка.
Цветки почти без запаха, зеленовато-белого цвета. Шпорец на конце булавовидно утолщён, горизонтальный или косо вниз отходящий, слегка искривленный и согнутый, 1,8—2,7 см длиной, 1 мм толщиной, в 1½—2 раза длиннее завязи. Соцветие довольно рыхлое, многоцветковое, цилиндрическое, 7—25 см длиной и 3,5—4 см в поперечнике. Прицветники ланцетные, заострённые, нижние немного длиннее завязи. Средний наружный листочек околоцветника округло-сердцевидный или почти почковидно-яйцевидный, пятинервный, 6,5—7,5 мм длиной, выше основания 7,5—8,5 мм шириной, тупой. Боковые наружные листочки косояйцевидные, к верхушке суженные, туповатые, 9—12 мм длиной и 5 мм шириной, о пяти жилках. Два внутренних листочка околоцветника узколанцетные, при основании 2,5 мм шириной, согнутые, неравнобокие, выше постепенно суженные в узкую линейную пластинку 1 мм шириной с одной—тремя жилками, равные среднему наружному. Губа линейно-ланцетная, к концу немного суженная, тупая, 11—14 мм длиной и до 3 мм шириной. Пыльник с широким связником и очень сильно расходящимися расставленными гнёздами; расстояние между гнёздами пыльника вверху до 1,5 мм, внизу до 4 мм.
Цветёт в июне — июле (по другим данным, в мае — июне).
От близкородственной любки двулистной отличается менее ароматными зеленовато-белыми цветками и более толстым, булавовидно утолщённым на конце шпорцем.

## Распространение
Общее распространение: Скандинавия и Атлантическое побережье Европы, Центральная и Восточная Европа, западное Средиземноморье, Закавказье, Балканы и Малая Азия,.
В России распространена в европейской части России (Ладожско-Ильменский, Верхне-Волжский, Волжско-Донской районы, Предкавказье и Дагестан).
Растёт по лиственным и смешанным лесам, зарослям кустарников (в Крыму и на Кавказе особенно часто в буковых лесах).

## Значение и применение
Клубни любки зеленоцветной, как и клубни ятрышников, употребляются в медицине под именем «салепа».

## В культуре
В ГБС вегетирует с апреля по сентябрь. Цветёт и плодоносит не регулярно, в июне.

## Межродовые гибриды
- Pseudanthera ×breadalbanensis McKean (Platanthera chlorantha (Custer) Rchb. × Pseudorchis albida (L.) Á.Löve & D.Löve)
- ×Rhizanthera martysiensis Balayer (Dactylorhiza fuchsii (Druce) Soó × Platanthera chlorantha (Custer) Rchb.)
- ×Orchiplatanthera andreasii Kümpel (Orchis pallens L. × Platanthera chlorantha Cust. ex Rchb.)

## Таксономия

### Таксономическое положение
Вид Любка зелёноцветная входит в род Любка (Platanthera) семейства Орхидных (Orchidaceae).
|  |                    |  |                                              |                                              |                                              |  | ещё 5 триб | ещё 5 триб         |                         |  |  |  | ещё ≈120 видов |
|  |                    |  |                                              |                                              |                                              |  | ещё 5 триб | ещё 5 триб         |                         |  |  |  | ещё ≈120 видов |
|  |                    |  |                                              | подсемейство Орхидные                        |                                              |  |            |                    | род Любка               |  |  |  |                |
|  |                    |  |                                              | подсемейство Орхидные                        |                                              |  |            |                    | род Любка               |  |  |  |                |
|  | семейство Орхидные |  |                                              |                                              | триба Орхидные, или Ятрышниковые (Orchideae) |  |            |                    | вид Любка зелёноцветная |  |  |  |                |
|  | семейство Орхидные |  |                                              |                                              | триба Орхидные, или Ятрышниковые (Orchideae) |  |            |                    |                         |  |  |  |                |
|  |                    |  | ещё 4 подсемейства (согласно Системе APG II) | ещё 4 подсемейства (согласно Системе APG II) |                                              |  |            | ещё более 30 родов | ещё более 30 родов      |  |  |  |                |
|  |                    |  |                                              | ещё 4 подсемейства (согласно Системе APG II) |                                              |  |            |                    | ещё более 30 родов      |  |  |  |                |

|                                                                                                |
| Различия в форме цветка. Слева направо: Любка двулистная, Любка гибридная, Любка зеленоцветная |